# Cornelis George Vattier Kraane

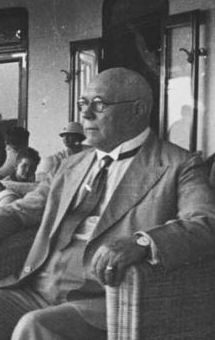
C. G. Vattier Kraane, 1932

Cornelis George Vattier Kraane (Harderwijk, 24 september 1864 - Aerdenhout, 17 juli 1954) was een technicus, ondernemer en kunstverzamelaar. Hij was de zoon van George Vattier Kraane en Johanna Brouwer en was getrouwd met Elisabeth Christina Johanna Rosa Briebach (kwam met hun zoontje Andrew (1891-1895) om het leven aan boord van de gezonken M.S. Elbe op 30-1-1895) en huwde later opnieuw (6-11-1902) met Françoise Jacoba Daendels.
Na een technische studie ging hij werken bij de Holland-Amerika Lijn waar hij in 1896 hoofdwerktuigkundige werd. In 1889 stapte hij over naar de Stoomvaart Maatschappij Nederland waar hij onder meer de bouw van ijsbrekers voor het Noordzeekanaal moest leiden. Deze werden gebouwd in het toenmalige Stettin.
In 1896 ging hij naar Nederlands-Indië en werd administrateur van de haven van Sabang. Hij kwam in 1906 terug naar Nederland.
In 1907 werd hij directeur van de NV Vriesseveem, die vrij spoedig daarna fuseerde met het Blaauwhoedenveem. Zo ontstond een wereldwijd opererende firma.
In 1912 richtte hij de Holland Washington Hypotheek Bank op, waarvan hij tot 1919 directeur was.
In 1913 (15 mei) mede-oprichter van de vereeniging Industrieele Club, de huidige Koninklijke Industrieele Groote Club te Amsterdam.
In 1913 richtte hij de Nederlandsche Plantenboterfabriek te Amsterdam op, die in 1915 over ging naar Anton Jurgens' Margarinefabrieken.
In 1914 was hij mede-oprichter en directeur van de Nederlandsch-Indische Steenkolen Handel-Maatschappij (NISHM) en in 1918 was hij mede-oprichter van de Nederlandse Vliegtuigenfabriek, de voorloper van Fokker.
In 1918 kocht hij in de Peel, de Klotterpeel van Pieter Johan van den Briel uit Amsterdam en in 1919 kocht hij van de Société Anonyme Union Financière et Terrienne, een vehikel van vermogende Belgen, een stuk grond in de nabijheid van De Rips. In 1939 verkocht hij het grondstuk en het ven aan de Coöperatie Roermondse Eiermijn (CRE). 
Vattier Kraane was een groot bewonderaar van de omstreden luitenant-generaal Van Heutsz. In 1924 nam hij het initiatief om in Amsterdam een monument voor hem op te richten tegenover het Amsterdams Lyceum.
Hij vervulde tal van maatschappelijke functies en hem werden diverse onderscheidingen toegekend. Ook heeft hij, als kunstverzamelaar, een beroemde collectie van vooral 19e-eeuwse meesters aangelegd. Deze collectie is in 1955 geveild. Een deel van zijn collectie werd geschonken aan het Koninklijk Instituut voor de Tropen.